# 伊勢彦信
伊勢 彦信（いせ ひこのぶ　1929年 - ）は、日本の実業家。

## 来歴
富山県出身。46年旧制富山県立福野農学校（現富山県立南砺福野高等学校）卒業。富山県で1912年から鶏の育種改良事業を営んでいた父多一郎の後を継ぎ、1952年にイセ株式会社を立ち上げ社長に就任。71年には埼玉県鴻巣市を本社所在地としてイセ食品を設立。最新設備を導入した大規模農場での鶏卵事業を推進し、飼料づくりから種鶏の育成、採卵、出荷までのすべてを自社で一貫管理するインテグレーションシステムを構築。主力商品の「森のたまご」や高級ブランド卵「伊勢の卵」、DHAやコエンザイムQ10を配合した「たまごプラス」シリーズなどの開発に携わった。
海外展開も積極的に行い、80年には米国ニュージャージー州にイセアメリカを設立。1986年7月19日付New York Times ではその実績を認められ”The US EGG KING" と称された。2015年には東海岸主要6州で65％のシェアを獲得するまでに成長した。中国では広州と青島で事業を展開。2011年にはシンガポールに現地法人を立ち上げ、ASEAN諸国で進める鶏卵関連事業計画のハブ拠点としての機能強化を図った。飼料づくりから育成、出荷までの全工程を自社で一貫管理する品質管理システムを構築した世界最大の卵メーカーとして最先端の飼育設備機器の導入や国内初となる「農場HACCP」の取得、トレーサビリティーシステムやISO9001、放射性物質の自主検査など、業界のトップランナーとして食品衛生管理に取り組む。。
世界有数の美術品のコレクターであり、その収集品はイセコレクションとして知られている。2016年にはクリスティーズが選ぶ世界のコレクター100人にレオナルド・ディカプリオらとともに選出された。アンディ・ウォーホルと親交がありファクトリーを訪れるなどし、アーティスト本人からSilver Lizなどの作品を直接購入した。文化活動の支援にも積極的に取り組み、イセ文化基金やイセ文化財団を設立。美術や音楽、舞台芸術を中心とした諸活動に対して表彰および助成を行うとともに、国内外の優れた美術品の収集、保管、調査研究、展示などを行うことでその振興に寄与している。美術を通じた海外との文化交流の功績が評価され、06年にはフランス政府が「芸術文化勲章シュヴァリエ」を授与。14年には外務大臣表彰を受賞した
2022年3月11日にイセ食品は会社更生手続きに入る。申立人は伊勢の長男で元社長の伊勢俊太郎とあおぞら銀行。負債総額は申立当初は80億円だったが、23年11月には伊勢個人に対して278億円に膨れ上がった。美術品の帰属を巡って伊勢、会社、管財人が協議をする約束であったが、破産管財人は美術品は会社のものであると主張し、23年11月にサザビーズのオークションに数点を出品した。モネ、ルノアール、シャガール、マティスなど数点の売上高約80億円が管財人のものとなった。
伊勢が小室圭と小室眞子の夫妻の後見人という記事が週刊文春に掲載されたが、伊勢が後援したのは秋篠宮が総裁を務める山階鳥類研究所で、更生手続きの後に「イセ食品」の管財人から秋篠宮家畜資源研究会理事の奥野卓司氏宛てに「当職は、貴殿に対し、直ちに本件資料をお引き取り頂くよう本書を持ちまして請求申し上げます」との書面が送付された。

## テレビ出演
- 日経スペシャル カンブリア宮殿 「健康なたまごをつくれ！」（2007年8月6日、テレビ東京）- イセグループ会長として出演[6]。

## 書籍

### 関連書籍
- 『卵でピカソを買った男 「エッグ・キング」伊勢彦信の成功法則』（著者:山田清機）（2005年6月19日、実業之日本社）ISBN 9784408106304